# اورتو-اروکتو
اورتو-اروکتو (به لاتین: Orto-Örüktü) یک منطقهٔ مسکونی در قرقیزستان است که در شهرستان ایسیق‌کول واقع شده‌است. اورتو-اروکتو ۱٬۹۴۸ نفر جمعیت دارد.